# Visoko (Ig)
Visoko (Duits: Weissach) is een plaats in Slovenië en maakt deel uit van de gemeente Ig in de NUTS-3-regio Osrednjeslovenska. De plaats telde 301 inwoners op 1 januari 2020.

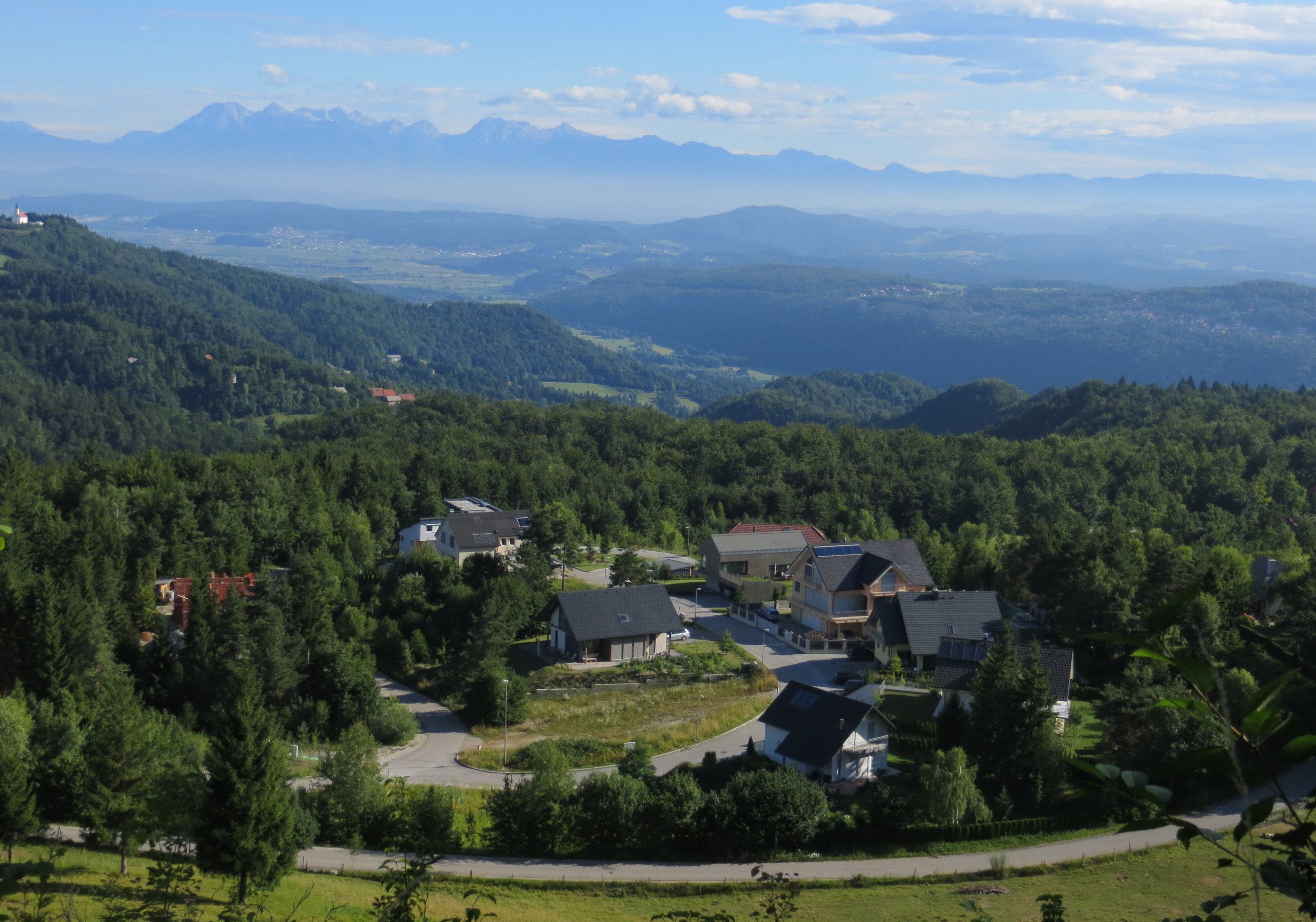
Dorpsaanzicht